# Czerwona parasolka (obraz Józefa Mehoffera)
Czerwona parasolka – obraz olejny polskiego malarza Józefa Mehoffera namalowany w roku 1917. Znajduje się w zbiorach Muzeum Narodowego w Krakowie (nr inw.: MNK II-b-3845) i jest eksponowany w Domu Józefa Mehoffera. Wymiary obrazu to: wysokość: 69 cm, szerokość: 51 cm.

## Opis obrazu
Płótno przedstawia ogród w posiadłości malarza w podkrakowskiej Jankówce. Na pierwszym planie Mehoffer uwiecznił swoją żonę, zatopioną w lekturze i osłoniętą przed słońcem czerwoną parasolką. W roku 1917 Mehofferowie sprzedali dwór w Jankówce. „Czerwona parasolka” jest zatem pożegnaniem malarza z posiadłością.

## Proweniencja historyczna
Namalowany w 1917 r. pejzaż był od 1996 r. pokazywany na wystawie stałej w Domu Józefa Mehoffera – oddziale Muzeum Narodowego. Jesienią 2010 r. wnuk malarza Ryszard Mehoffer (zmarły 29 listopada 2010 r.) postanowił obraz sprzedać. Na prośbę muzeum nie wystawił go jednak do sprzedaż na wolnym rynku. Zakup dla muzeum został sfinansowany przez Ministerstwo Kultury i Dziedzictwa Narodowego oraz sponsora, obraz został nabyty za kwotę 250 tysięcy złotych.